# Richard Kuöhl

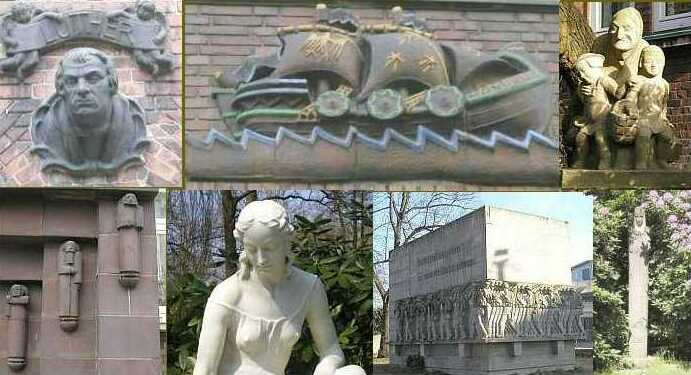
Dzieła Richarda Kuöhla

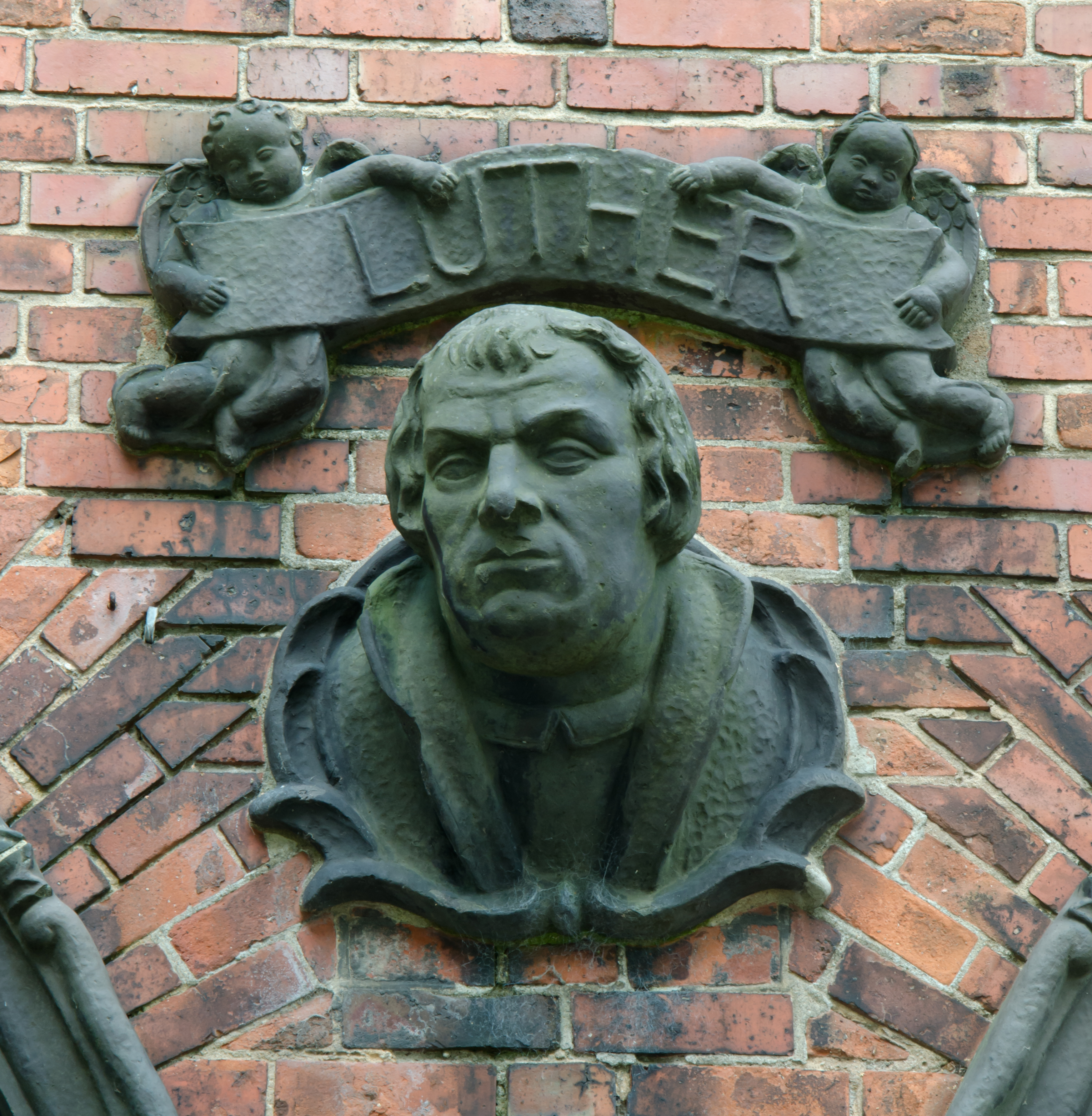
Martin Luter rzeźba (Auferstehungskirche Barmbek)

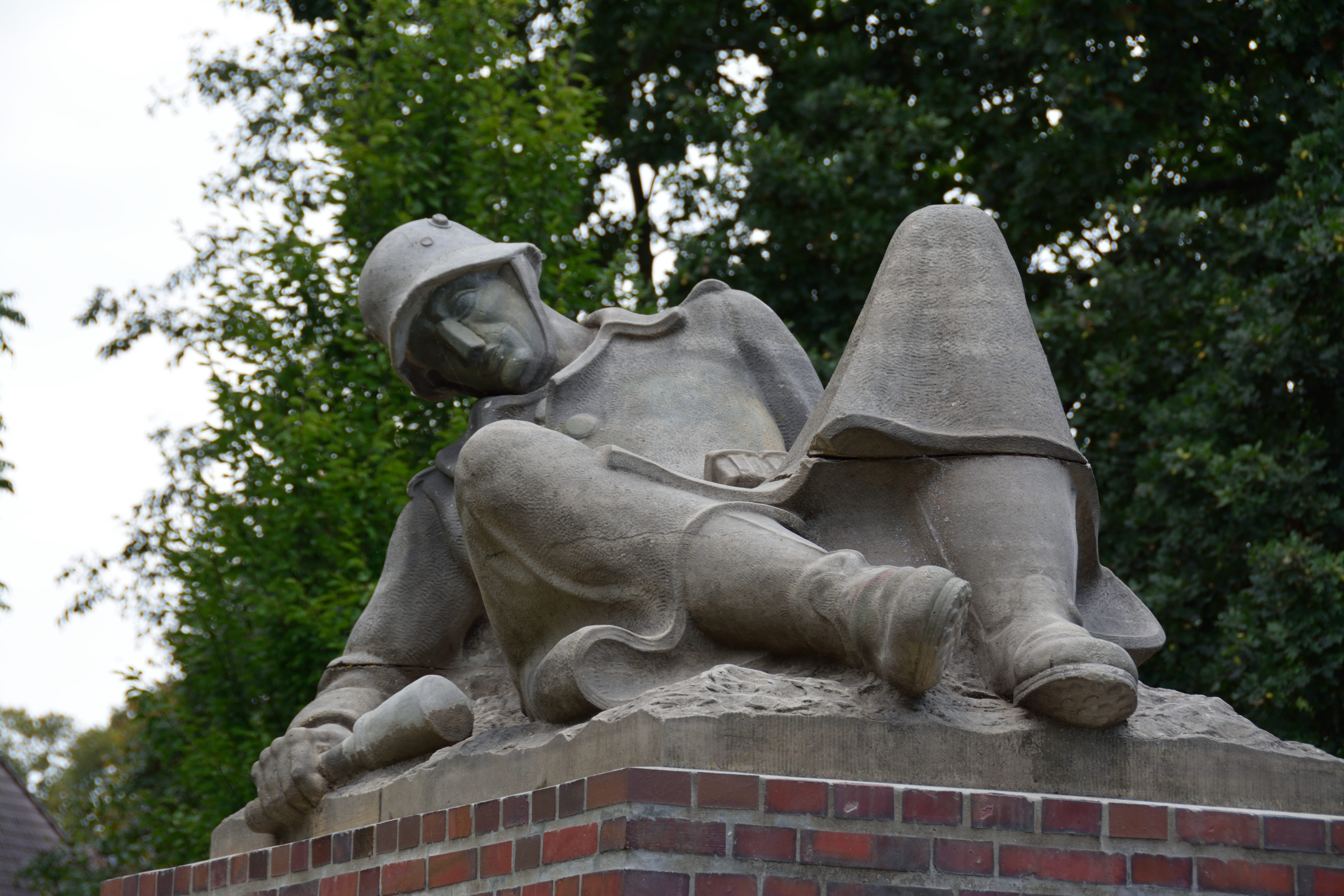
Pomnik w parku miejskim w Wilster

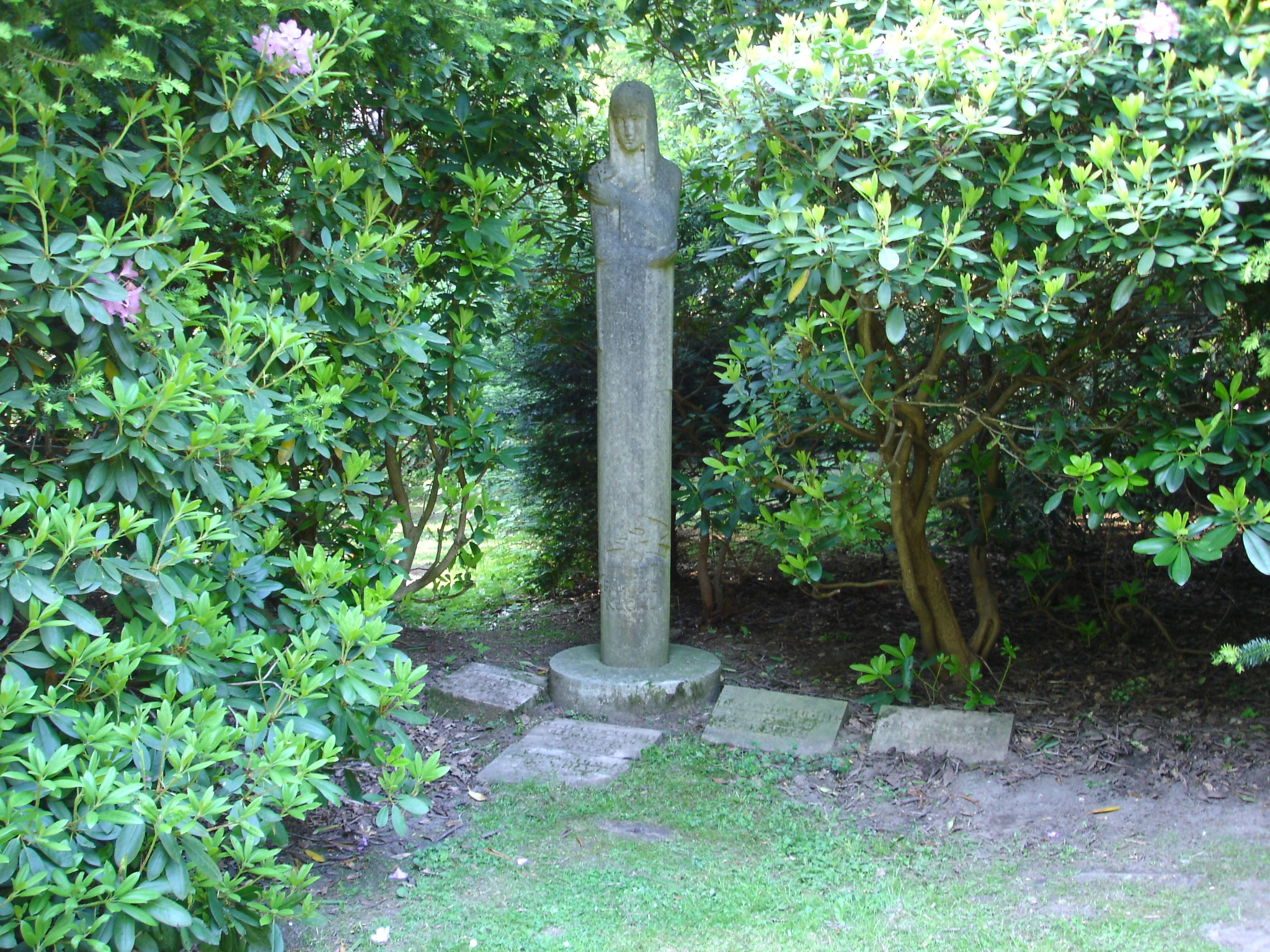
Grób własny

Richard Emil Kuöhl (ur. 31 maja 1880 w Vorbrücke, obecnie Miśnia, zm. 19 maja 1961 w Bad Oldesloe) – niemiecki rzeźbiarz budowlany, ceramik i projektant, aktywny głównie w północnych Niemczech. Był jednym z najpopularniejszych współczesnych rzeźbiarzy w Hamburgu i jest uważany za czołowego rzeźbiarza tego miasta w okresie Republiki Weimarskiej i III Rzeszy.

## Życiorys
Pochodził z biednej rodziny. Jego ojciec był kamieniarzem. W latach 1896–1900 odbywał praktykę jako garncarz artystyczny w fabryce modeli ceramicznych porcelany, pieców i kafli w Miśni. Następnie pracował w tym przedsiębiorstwie przez dwa lata. Od 1902 do 1905 studiował w drezdeńskiej Szkole Sztuk Stosowanych w klasie modelarstwa u Karla Großa. Od 1905 do 1906 był modelarzem w instytucie badań chemii budowlanej fabryki ceramiki Juliusa Bidtelsa w Miśni. Tam eksperymentował z nowymi procesami w obróbce gliny i terakoty. Projektował m.in. zabawki (zwierzęta), które następnie produkowały warsztaty rzemieślnicze w Dreźnie i Miśni. W 1906 przeprowadził się do Berlina. Projektował tam niezależnie wzory dla warsztatu secesyjnego ceramika Richarda Mutza. Ponadto realizował zamówienia od architektów i rzeźbiarzy, np. Alberta Geßnera i Hugo Lederera. Od 1912 przebywał w Hamburgu (mieszkał w dzielnicy Uhlenhorst), gdzie projektował detale dla Fritza Schumachera, autora budynków państwowych. Podczas I wojny światowej został powołany jako doradca do spraw grobów wojennych na frontach wschodnim i zachodnim (projektował nagrobki i cmentarze).
W latach 20. XX wieku projektował m.in. dekoracje architektoniczne budynków w hamburskim Kontorhausviertel oraz pracował jako projektant w Kieler Kunst-Keramik AG. W 1927 przeniósł się do nowej, dużej pracowni z salonem modelarskim przy Osterbekstraße, w dzielnicy Uhlenhorst, którą zaprojektowali Friedrich Dyrssen i Peter Averhoff. W 1931 kupił tzw. domek pasterski w miejscowości Rohlfshagen (w jej części zwanej Kupfermühle) koło Bad Oldesloe jako letnią rezydencję.
3 sierpnia 1937 złożył wniosek o członkostwo w NSDAP. W 1938 otrzymał uprawnienia szkolenia czeladników garncarskich. Po tym, jak jego studio w Hamburgu zostało zniszczone przez bombardowanie latem 1943, przeniósł swój dom i pracę do Kupfermühle. Prowadził także warsztat w byłym więzieniu sądowym w Bad Oldesloe. Po zakończeniu II wojny światowej odmówiono mu przyjęcia do reaktywowanego zawodowego stowarzyszenia artystów hamburskich z powodu pracy dla klientów narodowosocjalistycznych. Mimo to od 1945 pracował głównie dla klientów publicznych.

## Dzieła
Stworzył m.in.:
- ceramiczną fontannę na wystawie Deutscher Werkbund w Kolonii (1914),
- dekoracje budynków w Hamburgu, m.in. urzędu skarbowego w Gänsemarkt, Davidwache w St. Pauli i krematorium na cmentarzu Ohlsdorf,
- prace przy Chilehaus, Pressehaus i Altstädter Hof w Kontorhausviertel,
- Hummelbrunnen w dzielnicy Neustadt,
- fontannę Pied Piper w Barmbek,
- pomnik wojenny w Langenhorn,
- pomniki nagrobne, niektóre figuratywne, z wizerunkami kobiet, dla rodziny kupca i współzałożyciela firmy kawowej Tchibo, Carla Tchillinga-Hiryana,
- własny grób rodzinny na Cmentarzu w Ohlsdorfie,
- dekoracje wnętrz parowców „Deutschland” i „Hamburg”,
- pomnik poległych żołnierzy hamburskiego 76. pułku piechoty,
- emblematy narodowosocjalistyczne,
- w Bad Oldesloe: Gänselieslbrunnen, postać młodzieńca przed Stormarnhalle, tablica pamiątkowa na Mennokate, płaskorzeźby na Stormarnhaus, postać siewcy na domu Związku Rolników Powiatu Stormarn,
- figuralną rzeźbę żałobników jako pomnik ofiar bomb II wojny światowej na starym cmentarzu w Bad Oldesloe i pomnik na nowym cmentarzu tamże,
- pomniki w Trittau i Großhansdorf,
- dekoracje figuratywne przy wejściu do stacji metra Ahrensburg Ost,
- sgrafito w szkole podstawowej Bargteheide,
- dekorację ceramiczną do budynku biurowego w Bremie,
- płaskorzeźby portalowe dla poczty cesarskiej w Bremie,
- figuralne głowy do budynku stacji dworca kolejowego we Flensburgu,
- klinkierowe dekoracje budynku biurowego w Lubece,
- pomnik w parku miejskim w Wilster,
- pomnik marynarki wojennej w Wilhelmshaven,
- pomniki wojskowe w Rendsburgu, Lubece i Düsseldorfie,
- pomnik korporacyjnego związku akademickich drużyn wiejskich i stowarzyszeń gimnastycznych na niemieckich uniwersytetach w Coburgu.

## Rodzina
1 sierpnia 1910 ożenił się z urodzoną w Berlinie hafciarką, Gertrudą Emmą Clarą Suckau.

## Galeria

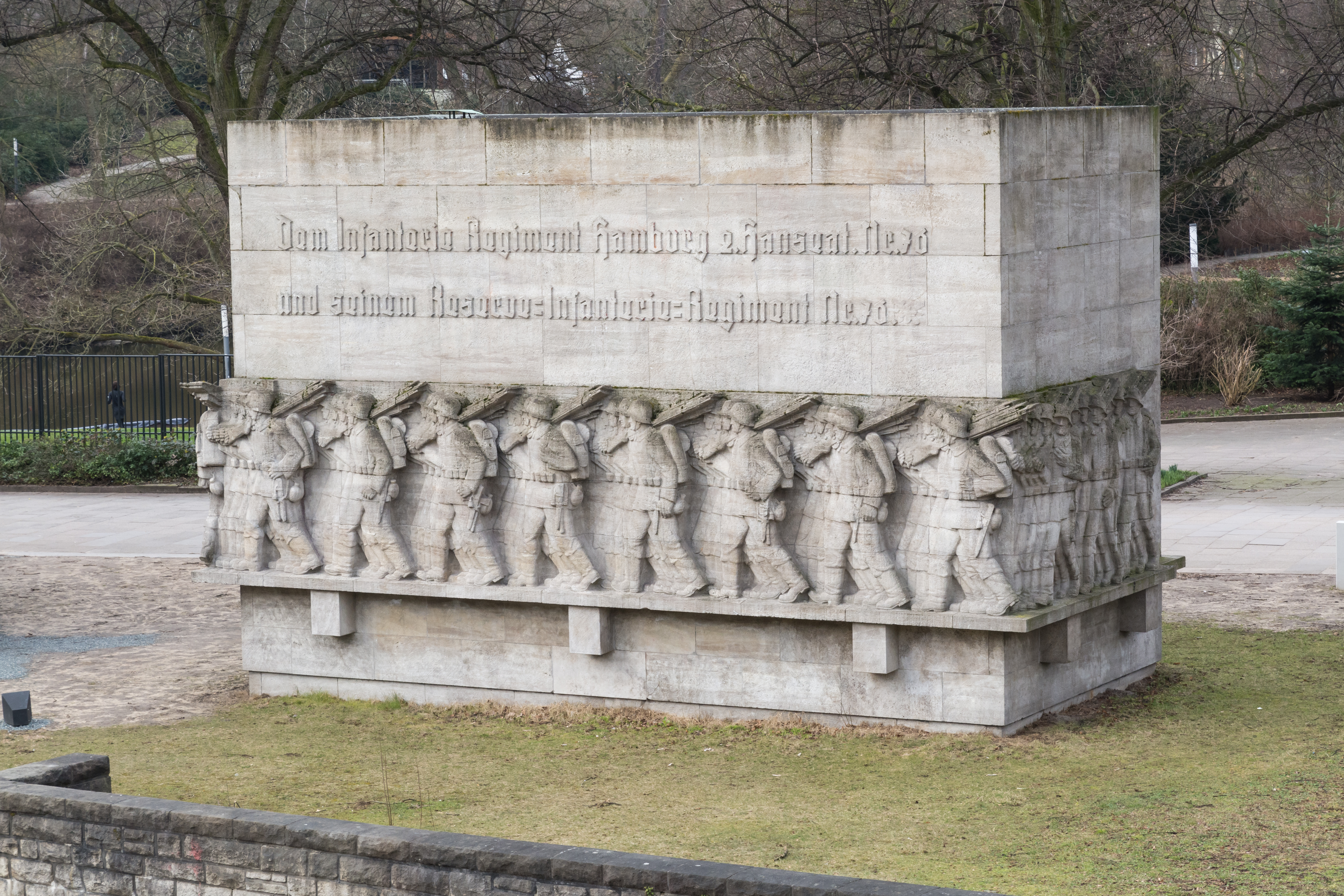
Dammtordamm (Hamburg-Neustadt)
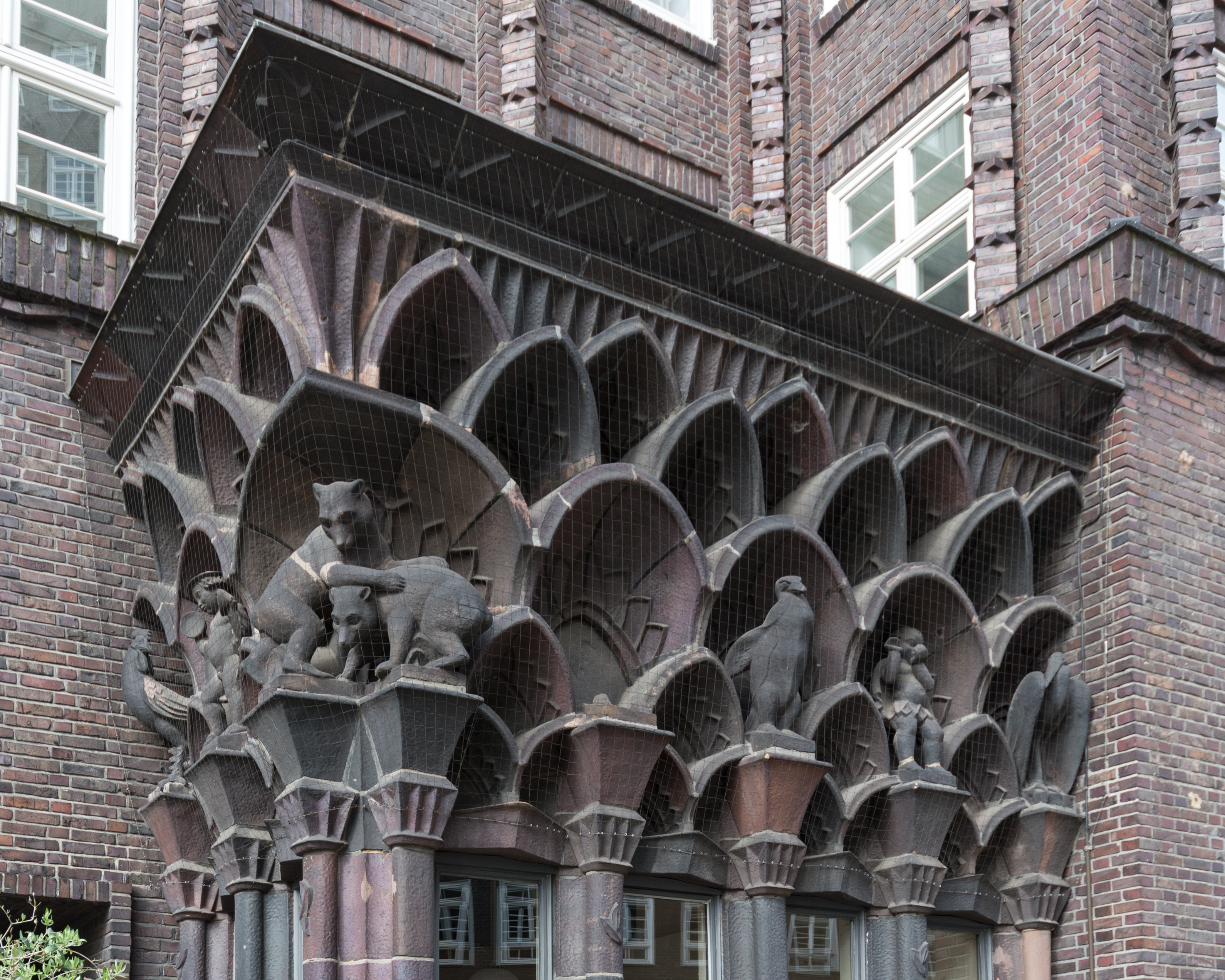
Detal Chilehaus w Hamburgu
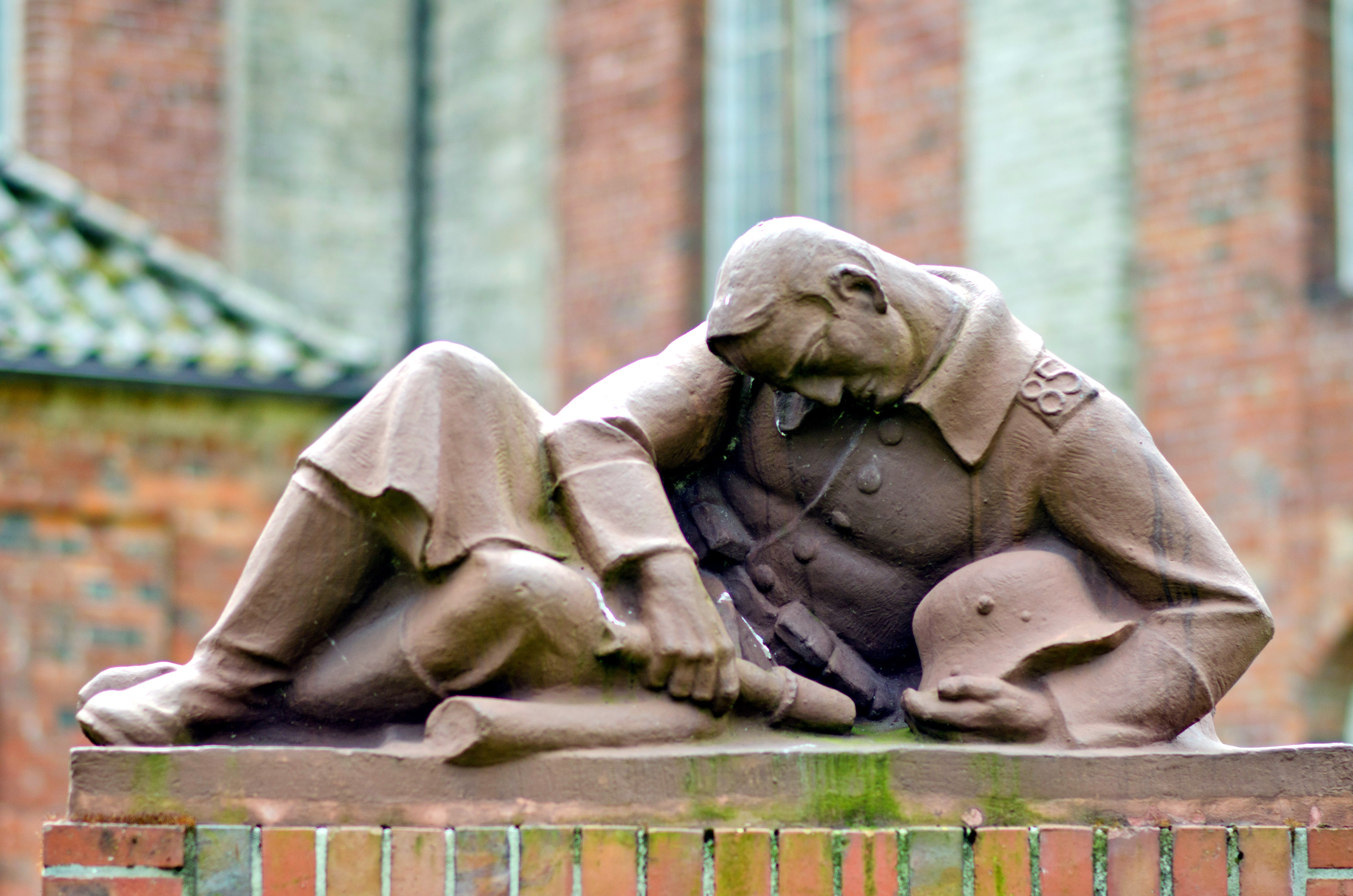
Pomnik wojskowy w Rendsburgu